# なれの果ての僕ら
『なれの果ての僕ら』（なれのはてのぼくら）は、内海八重による日本の漫画作品。『週刊少年マガジン』（講談社）にて、2020年7号から48号まで連載され、その後『マガジンポケット』（同社）に移籍して、2020年11月4日から2021年7月7日まで配信された。
事件が解決した後の、生き残った生徒に対して記者が話を聞くという描写を時折挟み物語が展開されていく。また、各話のタイトルは全て実在する小説の名前が使われている。
2023年6月28日（27日深夜）から9月13日（12日深夜）まで、テレビ東京系列の「ドラマチューズ!」枠にてテレビドラマが放送された。

## あらすじ
同窓会のために集まった四ノ塚小学校元6年2組の27人は、卒業生・夢崎みきおにより監禁されてしまう。みきおの手によって「極限状態での善性を試す」ことを目的とした実験が行われ、後に12人が死亡することとなる52時間の監禁劇が幕を開けた。

## 登場人物

### 主要人物
真田 透（さなだ とおる）
本作の主人公。あだ名は「ネズ」。出席番号は15番。6月1日生まれ。ふたご座。身長166センチメートル。体重58キログラム。B型。
自分を顧みず他人を助ける自己犠牲の塊のような性格で、皆からも好かれている。その「善性」からみきおには親友として振る舞われており、彼の歪んだ価値観にも少なからず影響を与えていた。
恋人の未来の死をきっかけに犯人に対する殺意を覚え、事件全ての元凶であった亜夜子を銃撃し殺害を図るも、とどめをさせず失敗。その後葉月を人質にとった桜庭を射殺し、殺人未遂と嘱託殺人の容疑で逮捕、事件後には拘置所で薫子の取材を受けている。
事件から3年後には両者とも正当防衛が成立し罪には問われず、早乙女を連れて2度目の同窓会に臨んだ。
「ネズ」というあだ名は、真田十勇士の中の人物の一人と同名の俳優の本名が「透」である事から、みきおによって命名された。

夢崎 みきお（ゆめさき みきお）
事件の首謀者。出席番号は26番。9月27日生まれ。てんびん座。身長176センチメートル。体重63キログラム。AB型。
母・亜夜子が殺人を犯し失踪したことで、世間体を気にした父の意向で4年生時に転校してきた経緯を持つ。家は資産家。
亜夜子とともにパニックホラー系映画を鑑賞したことをきっかけに、「人の善性とは極限状況下でどこまで耐えられるか」に興味を持ち、元6年2組同窓会を舞台に残虐な実験を始める。
小学生時代からクラスメイトを動かす非凡なカリスマ性の持ち主で、皆が楽しめることを率先して行うリーダー的存在だったが、その本質は母の「教育」の影響から、他者の人権や生命を踏み躙っても笑顔を絶やさないサイコパスであり、過去に対する呪縛は何年経てば消え失せるのかの確認や極限状態で人間関係がどのように崩壊するのかを見たいという目的から、周りの期待を受けすぎてフラストレーションが溜まっていた橘には「雨宮さんなら何をしても許してくれそう」と冗談っぽく囁き、倉本や小山内をひたすら持ち上げ根拠のない自信を与えさせ、及川にはそっけない態度をわざと取り続け劣等感を与え、他にも誰かにいじめをさせるように誘導するなど5年前から6年2組の生徒たちを実験動物の如く言葉巧みにマインドコントロールしていた。それらのみきおの凶行が原因で、実験中は雨宮はどさくさに紛れて橘を告発、小山内は空っぽの人間性を曝け出して自信を失い、極めつけは過去のいじめが原因による山口の相沢への毒殺が起こったことをみきお自身は「惨憺たるものだった」と笑いながら語っていた。
その真意は一連の凶行でネズを追い詰めたのちに自分を殺させることで、小学生時代からクラスメイトを操り実験していた「幼少期に植え付けられた呪縛から人は解き放たれるのか」の検証を行うことであった。ネズがみきおを殺せなかったことで失敗に終わったが、それをきっかけに自身にも普通の友情への憧れがあったことを認識。自らの手で「母からの解放」を証明すべく亜夜子の殺害を計画したが、それを果たすことなく死を装って隠れていた未来によって絞殺された。

### 「実験」参加者
相沢 すみれ（あいざわ すみれ）
出席番号は1番。4月17日生まれ。おひつじ座。身長155センチメートル。体重48キログラム。AB型。黒いザンバラ髪のベリーショートヘアが特徴。
小山内、倉本とは小学生時代から親しい。小学校時代に山口を虐めており、そのことが原因で彼女によって毒殺されてしまう。

雨宮 鈴子（あまみや すずこ）
出席番号は2番。12月15日生まれ。いて座。身長154センチメートル。体重46キログラム。A型。癖毛のセミロングヘアが特徴。
昔からネズに好意を持っている。昔は地味だったが、今は垢抜けている。みきおの誘導によって橘にいじめられていた過去を持ち、毒の請け負いリレーでどさくさに紛れてそのことを告発し、橘に謝罪させた（みきお曰く「惨憺たるものだった」）。後に未来のみきお殺害計画に協力する。
事件から3年後には、大学に進学しさらにモテモテになっているようで、再同窓会には不参加。同じ大学の溝口曰く、何もかも切り替えて別人になろうとしてるように見えるとのこと。

安藤 いろは（あんどう いろは）
出席番号は3番。6月8日生まれ。B型。三つ編みの髪型に眼鏡が特徴。
緊迫した状況の中でも、冷静な判断力の持ち主で、しょーやんたちに殺人の疑いをかけられた。
何もしないで見ているだけのことを嫌う意志の強い性格で、倉本にもいつも正しいと思うことを貫いてる強い女だと言われていた。石井が長谷部に襲われていた際には、体を張って助けようとしていた。後に倉本とともに脱出を画策する。
事件から3年後には、再同窓会にも参加している。

石井 礼夏（いしい れいか）
出席番号は4番。4月13日生まれ。B型。未来の友人。左目の隠れたショートヘアが特徴。
口は悪いが仲間思いな性格。みきおの実験で親友である月岡に暴行され裏切られたことで彼女に対して強い恨みを抱く。坂本の発案で誰かひとりを犠牲にすればいいという案に猛反対したが、長谷部らに胸をもまれてしまった。その当時は救出されたがその後、彼女は安藤を守るために自ら全裸になって長谷部に凌辱され、長谷部を道連れにする形で階段に仕掛けられていたトラップによる硫酸を浴び死亡する最期を遂げた。

犬飼 陽一（いぬかい よういち）
出席番号は5番。1月31日生まれ。A型。坊主頭が特徴。野球部。
お調子者で、教師の桜庭に興味を持つが、当の桜庭からは両親のことで恨まれていた。
野球部だが、8月19日の夜にみきおが分けた班員と野球をして下手さを披露していた。
事件から3年後、再同窓会に集まった際には髪が伸びていたが、周りからは不評だった。

及川 龍雄（おいかわ たつお）
出席番号は6番。5月2日生まれ。A型。肥満体型が特徴。
かつて体型のことで水野たちに虐められたことなどから、全員死ねばいいとクラスメイトに恨みを持っている。6年2組だった5年前の時から、みきおが過去に対する呪縛はいつになれば消え失せるのかや極限状態になると人間関係はどのように崩壊するのかを見たいという目的によって、みきおからそっけない態度をわざと取られて劣等感を与えられた過去を持つ。権力を持っている者には媚び、立場の弱い者には見下す性格で、みきおの実験の王様ゲームでグループの王様である長谷部に媚び諂い助かろうとしていた。
事件から3年後の再同窓会には参加しておらず、誰も彼のその後について語られていないため、消息は不明。

小山内 彩（おさない あや）
出席番号は7番。11月3日生まれ。さそり座。身長150センチメートル。体重43キログラム。O型。ツインテールが特徴。
相沢、倉本と仲が良く、相沢の死に対して特に悲しんでいた。相沢らと共に山口をいじめていた過去を持つ。その件で学級裁判が開かれ、倉本と共に左右の指を1本づつ砕かれる刑を受ける。TVドラマ版では片方の指を1本砕かれる。
後に、みんなの中で最も不要な人間を決める「花いちもんめ『改』」で、責任逃れのために他人の意見に乗ってやり過ごそうとした行動がみきおの怒りを買い、みきおから自分の言葉を発することを恐れていることや、自分の意見もないような主体性のない空っぽの人間であることを指摘され、死ぬほど嫌いと言われ自信を失くす。
しかし、みきおの実験である王様ゲームでは王様になった長谷部に脅迫され、いやいや梶原に対する暴行に参加させられるもクラスメイトを痛めつけたくないと拒否、最終的には長谷部に自分の意志で足を掴んで抵抗したりするなど精神的な成長を見せた。また、事件後の事情聴取で長谷部に隷属していた自分のことをひどい人間と言っていた。
事件から3年後には、倉本曰く事件のことを思い出すと精神的に駄目とのことで、再同窓会には不参加だった。

梶原 絃（かじわら げん）
出席番号は8番。1月23日生まれ。身長155センチメートル。体重54キログラム。A型。マッシュルームヘアーが特徴。
山口が相沢を毒殺した件で学級裁判を提案する。その中で山口・倉本・小山内の量刑を決めるにあたり無責任な発言をしてしまったため、3人の刑の執行をみきおに下される。班の「王様」となった長谷部の命令によって、班員に暴力を振るわれる。後にみんなで助け合って生き残ろうと決意するなど改心した。
事件から3年後には、再同窓会にも参加している。

桐嶋 未来（きりしま みらい）
出席番号は9番。2月27日生まれ。うお座。身長156センチメートル。体重47キログラム。O型。黒髪のベリーショートヘアが特徴。
ネズの恋人だが、周りには秘密にしている。
錯乱したしょーやんの振り回す消火器からネズを庇い重傷を負うも、それを利用し死を装って身を隠し、みきおの殺害に成功。しかし協力者であった葉月の坂本殺害を知ったことで、彼女の襲撃に遭い殺害された。彼女の死は、その後のネズに強い影響を与えた。

倉本 由美（くらもと ゆみ）
出席番号は10番。7月1日生まれ。B型。長い髪のポニーテールが特徴。
相沢、小山内と仲が良い。6年2組の時は過去への呪縛はいつになれば消え失せるのかの確認と、人間関係は極限状態でどのように崩壊するのかを見たいというみきおの目的によって小山内と共にひたすらに持ち上げられ、根拠のない自信を与えられていた。相沢らと共に山口をいじめていた過去を持つ。
みきおの実験で過去のいじめを理由に梶原に指を折られるも、それらが原因で自身を弱さなどを見つめなおし、ネズからも「あんなに度胸があったなんて思わなかった、ほんの少しの時間であんなに人は変わるんだな」と言われるほど精神的に成長する。後に安藤とともに脱出を画策しネズの暴走を止めようとする。
事件から3年後には、再同窓会に参加した。

黒田 大輝（くろだ だいき）
出席番号は11番。11月16日生まれ。さそり座。身長157センチメートル。体重55キログラム。O型。短い黒髪が特徴。
毒の請け負いリレーで雨宮に頼まれ、彼女と性行為をする代わりに、毒物を飲むという条件を飲むが、性行為は未遂で終わる。その後は復讐に囚われる石井を非難したり、豹変した長谷部に逆らったりと、成長した姿を見せる。
事件から3年後には再同窓会に参加し、事件後も雨宮に気がある素振りを見せている。

小清水 唯（こしみず ゆい）
出席番号は12番。7月7日生まれ。かに座。身長153センチメートル。体重44キログラム。AB型。黒髪のおかっぱ頭で、切れ長の三白眼が特徴。雨宮の親友。
毒の請け負いリレーで次の受け渡し先が「親友」に設定されるが、ネズ以外に名乗り出る者が出ず、そのネズも小清水の生年月日を回答できなかったためみきおから「親友」と判定されず、そのまま死亡する。
その遺体は後に、窓からの脱出を考えたしょーやんによって高圧電流の流れるワイヤーの上に投げ落とされ、黒焦げとなった。

早乙女 菊也（さおとめ きくや）
出席番号は13番。3月14日生まれ。O型。長身で逆立った髪に、髭面が特徴。
昔のあだ名が「えのき」で、よく女子に間違われていたが、米山によるいじめから葉月に助けられたことをきっかけに、中学で空手部に入り容貌魁偉な男となる。
葉月が坂本を殺してしまったことを真っ先に知るも、かつての恩義からその隠蔽を提案し、協力者となった。
事件後には死体損壊と証拠隠滅で少年院に送致され、事件から3年後にはネズに連れ出され2度目の同窓会に参加。髭を剃り髪も短くなっており、葉月の謝罪文を預かっていた。

坂本 大聖（さかもと たいせい）
出席番号は14番。7月14日生まれ。O型。短髪の黒髪に眼鏡が特徴。2日目の朝に頭部を破壊された状態の遺体で発見される。
実はみきおの共犯者で、同窓会前日にみきおによって殺害された谷口の遺体を切断している。校舎の屋上で正体を知った葉月を襲うが、葉月が持っていた髪留めで左目を刺された後、バランスを崩して転倒し髪留めがさらに奥に入ったことで死亡する。それを知った早乙女により頭部を破壊される。

杉田 将矢（すぎた しょうや）
出席番号は15番。9月15日生まれ。O型。あだ名は「しょーやん」。逆立った金髪が特徴。
現在は「SHOW-YA」の名前で人気動画配信者として活躍している。自分に関心のない母親の影響で小学生のころから承認欲求が強く、動画配信もその延長である。
一方で他人を思いやる心の余裕がなく、「花いちもんめ『改』」でその一面をクラスメイトに糾弾され発狂、未来に重傷を負わせた後みきおを襲撃するも、返り討ちに遭い惨殺された。

橘 公平（たちばな こうへい）
出席番号は17番。7月6日生まれ。かに座。身長177センチメートル。体重66キログラム。O型。七三分けの髪型に眼鏡が特徴。
真面目な性格で、みんなからは「委員長」と呼ばれる。
小学校時代は周囲の期待によるプレッシャーから疲弊しており、みきおに「雨宮さんなら何をしても許してくれそう」と冗談のように唆されたの原因で、地味だったころの雨宮をストレス解消にいじめていた過去を持ち、毒の請け負いリレーでそれを糾弾され自信を失うも、「実験」が進むにつれて立ち直り水野とともにリーダー的存在となっていく。
事件から3年後には、再同窓会にも参加している。

谷口 純太（たにぐち じゅんた）
出席番号は18番。6月16日生まれ。ふたご座。身長177センチメートル。体重62キログラム。B型。
同窓会当日、段ボールの中からバラバラ死体となって発見される。
坂本をいじめていた過去がある。みきお曰く、同窓会に参加しようとせず妨害をしたため殺害したとのことだったが、実際は坂本を共犯者にするためにみきおによって殺害された。

中座 貴司（ちゅうざ たかし）
出席番号は19番。5月4日生まれ。B型。あだ名は「タカポン」。ソフトモヒカンヘアが特徴。
谷口のバラバラ死体を見てパニックになり教室から逃げようとするも、階段に仕掛けられていたトラップによる硫酸のミストを浴び死亡する。

月岡 小紅（つきおか こべに）
出席番号は20番。5月25日生まれ。ふたご座。身長160センチメートル。体重48キログラム。AB型。黒髪のロングヘアーで細い目が特徴。
「監獄ロックでロックンロール実験」で石井に暴行を加えたことで彼女から恨まれることとなり、「花いちもんめ『改』」で嫌いな人に指名され、ナイフで顔に傷をつけられる。石井が長谷部に凌辱されている現場を目撃し長谷部を追い詰めるが、石井が彼を道連れに死亡。2人で死亡した理由をみんなには「状況に耐えかね絶望した」と嘘をつき、石井の名誉を守った。
事件から3年後には、石井に傷つけられた頬の傷が残っており、再同窓会に参加した。

長谷部 弘二（はせべ こうじ）
出席番号は21番。5月25日生まれ。ふたご座。身長178センチメートル。体重68キログラム。AB型。黒髪のイケメン。
葉月とは恋人関係だったが、「監獄ロックでロックンロール実験」での行動を指摘されて別れを切り出される。そのことで自暴自棄になり、みきおから班の中から一人「王様」を決めるよう指示されると豹変。及川を下僕にし、班員に梶原の暴行を指示するなど、やりたい放題になる。石井を凌辱するが、石井に道連れにされる形で階段に仕掛けられていたトラップによる硫酸を浴びて死亡する。
そういった一連の暴走行為が原因で、事件後は世間からのバッシングの標的となった模様。

葉月 依利奈（はづき えりな）
出席番号は22番。6月12日生まれ。AB型。茶髪のロングヘアーが特徴。
正義感が強く、理不尽な教師に歯向かい停職させたことがある。長谷部と交際しているが肉体関係は持っておらず、実験での彼の豹変から別れを告げる。
坂本がみきおの共犯者であることを知ったことで、彼を2重スパイにしようと交渉を持ちかけるも、逆上されてのもみ合いの末に誤って死に至らしめてしまう。早乙女と協力してそれを隠していたが、未来にそれを知られたことで恐怖心から彼女を殺害した。
早乙女の申し出によってそれらを隠蔽したが、ネズによって自らの犯行を暴かれ観念する。その後銃を奪った亜夜子に自ら立ち向かうも、銃撃され意識不明となる。
事件から3年後には回復したらしく、坂本殺害のみ正当防衛が成立、早乙女経由で未来殺害に対する謝罪を述べていた。

水野 カイト（みずの カイト）
出席番号は23番。3月29日生まれ。身長174センチメートル。体重62キログラム。A型。右目が隠れた七三分けの髪型が得意。
気の強い性格で、過去に及川のことをいじめていた。また、小学生時代は桜庭に好意を持っていて、好意の裏返しで彼女を困られていたが、桜庭からは当時PTAの役員であった母親の言動により恨まれていた。
緊迫した状況の中でも冷静な判断力を持ち、「実験」を通して変わっていく。
事件から3年後には、死亡したクラスメイトの追悼も兼ねて、再同窓会を提案した。

溝口 隼也人（みぞぐち はやと）
出席番号は24番。2月11日生まれ。みずがめ座。身長160センチメートル。体重56キログラム。A型。鼻頭のそばかすが特徴。気弱な性格。
事件から3年後には、雨宮と同じ大学に進学し、再同窓会に参加した。

山口 茉莉花（やまぐち まりか）
出席番号は25番。10月29日生まれ。さそり座。身長148センチメートル。体重46キログラム。A型。メッシュの入ったセミロングヘアを、ツーサイドアップにしているのが特徴。
小学校時代、いじめられていた恨みから相沢を毒殺する。過去への呪縛は何年経てば消え失せるのかの確認と、人間関係が極限の状態でどのように崩壊するのかを見たいというみきおは生徒たちにいじめをさせるように誘導していたが、相沢たちにみきおがそれらの行為をしたかは不明であるものの、このことに対しみきおは「極めつけは山口さんで惨憺たるものだった」と笑いながら語っていた。綺麗事ばかり言うネズのことが昔から気に入らない。

桜庭 橋子（さくらば きょうこ）
6年2組の当時の担任。29歳独身。8月8日生まれ。しし座。B型。通称「鬼の桜庭」。なぜかみきおには特に辛くあたられている。
長年の教師生活によるストレスを溜めており、同窓会時点で重度のうつ状態となって教職を辞していた。その後みきおからの同窓会の誘いを受け、かつての生徒の誰かを道連れに死のうという真意から監督役を引き受けていた。
ネズの担任時代、彼の他愛無いイタズラをきっかけに流産していた過去を持ち、それにより彼に恨みを抱いていた。事件収束に伴い、重傷を負った葉月を人質にして自らの殺害をネズに強要、そのまま彼に射殺された。

### その他
夢崎 亜夜子（ゆめさき あやこ）
みきおの実母にして共犯者。45歳。逃亡中の殺人犯。
元は国立大学で教鞭を取る心理学者で、優秀な頭脳と天使のような外見から期待されていたが、ある時殺人を犯してそのまま失踪した。その性格はみきお同様のサイコパスであり、唯一気の合うみきおとは逃亡中でもたびたび接触している。
みきおに「実験」を提案した張本人であり、そのまま計画を手伝う共犯者となる。みきおの死にも特に応える様子もみせず、そのまま実験を乗っ取り継続を目論んで暗躍するも、それを読んだみきおが死ぬ前に仕掛けた罠にかかる形で死亡した。
星野 薫子（ほしの かおるこ）
事件後に旧6年2組メンバーへ接触し、事件の真実を追うジャーナリスト。
桜庭の親友であり、彼女が悪に染まった理由を突き止め世に知らしめることを目的としていた。後に事件の内容をまとめた「真実」を出版する。
米山（よねやま）
小学校時代の理不尽な教師。自分のクラスが上手くいっていなかった腹いせに早乙女をいじめていたが、葉月が歯向かったことにより手を挙げ停職をくらった。

## 書誌情報
- 内海八重『なれの果ての僕ら』講談社〈講談社コミックス〉、全8巻
  1. 2020年4月17日発売[5][6]、ISBN 978-4-06-519131-6
  2. 2020年6月17日発売[7]、ISBN 978-4-06-519742-4
  3. 2020年8月17日発売[8]、ISBN 978-4-06-520337-8
  4. 2020年10月16日発売[9]、ISBN 978-4-06-521015-4
  5. 2021年1月15日発売[10]、ISBN 978-4-06-521800-6
  6. 2021年3月9日発売[11]、ISBN 978-4-06-522642-1
  7. 2021年6月9日発売[12]、ISBN 978-4-06-523418-1
  8. 2021年8月6日発売[13]、ISBN 978-4-06-524475-3

## テレビドラマ
2023年6月28日（27日深夜）から9月13日（12日深夜）まで、テレビ東京系列の「ドラマチューズ!」枠にて放送された
。主演は本作が連続ドラマ単独初主演となる井上瑞稀（HiHi Jets / ジャニーズJr.）。

### キャスト

#### 主要人物
真田透（さなだ とおる） / ネズ
演 - 井上瑞稀（HiHi Jets / ジャニーズJr.）
主人公。出席番号12番。自己犠牲の塊のような人物。同級生監禁事件の首謀者みきおと対峙する。
恋人の未来が実験のせいで亡くなり、今回の監禁や実験が自分の善意を試すために引き起こしたとみきおに明かされ、拳銃で殺すように挑発されてもなお、「復讐は何も生まない」「生きて罪を償わせる」とみきおを銃殺しようとしなかった。
だが、みきおが実は生存していた未来にロープで絞殺され、その未来も何者かに殺されているのを校舎の屋上で発見したことからみきおの実験を引き継ぎ、なぜ未来は殺されたのか、誰が殺したのかを突き止め、殺した犯人に復讐するためにクラスメイトの中に犯人がいると思い、生き延びた元クラスメイトたちを教室に監禁し、理科室で見つけたみきおの拳銃で脅し尋問を始める。クラスメイトたちはネズの尋問に答えるが、未来を殺害した犯人に繋がる証言を得ることができなかったため、その様子を観察していた亜夜子が犯人捜しに力を貸すと申し出たことから、彼女の助言に従い、誰かが口火を切るまで沈黙を続け圧力をかける作戦に出る。
監禁事件を生き延びるが、嘱託殺人および殺人未遂の罪で少年Aとして逮捕され、3年後の現在は留置所に収監されており、薫子からの取材に応え、それから7か月後には出所し、工場で働き始めている。
また、小山内、橘、早乙女、水野、黒田たちと桜庭への墓参りの後に合流し、同窓会を行っている。

夢崎みきお（ゆめさき みきお）
演 - 犬飼貴丈（小学生時代：天海塁）
ネズの小学校時代の同級生。出席番号22番。同窓会と称して母校に集まったネズら元6年2組の23人を52時間監禁し、命の危機という極限状態で、「善の正体を暴く」実験を試す。
今回の実験は、極限状態でもごくたまに善性を保てる人間がいると母の亜夜子が言ったことから、ネズが善性を保てるか試すため用意し、ネズを追い詰めるためなら誰が死んでも構わなかったと告げる。
恋人の未来が亡くなり、今回の監禁や実験がネズの善意を試すため引き起こしたと彼を挑発し、自分を殺すよう持っていた拳銃の銃口を自分に向けるが、ネズは銃殺しようとしなかったことから、早い段階でネズは極限状態でも善意を保てる人間と証明できたと、その後の実験への興味がなくなったと語る。
最後の実験と称して行われた王様ゲームが始まる前に、理科室でネズと語り合い、今回の実験が「幼少期に植え付けられた感情から人は解放されるのか」というテーマでネズのために用意したものであると語り、「君なら解けると思っていたのになぁ。過去の呪縛」と答えるが、王様ゲーム終了後にネズが再度理科室を訪れると亡くなっているのが発見され、第8の犠牲者となる。後にノートパソコンにアップロードされた映像から、未来によりロープで絞殺されていたことが判明する。
亡くなる直前、「僕の実験は僕だけのものだ。たとえ母さんでも身勝手なことは許さない」と亜夜子が学校に現れることをネズにアドバイスしていた。そして、小学校の時から、親の期待を一身に背負っていた委員長に、雨宮なら何でも許してくれるとこっそり教えたり、小山内と相沢にはただただ褒めたたえ高揚感と根拠ない自信を覚えさせ、及川にはあえて素っ気ない態度を取って劣等感を与えるなどして今回の実験の種を蒔いており、そういうものに対してどこまで自分自身を保ち、善性という仮面を被っていられるか試してみたかったという。だが、結果は亜夜子が言っていたように、最高であったはずの6年2組のなれの果ての姿はさんざんであったが、すべてがそうなったわけではなく、過ちを犯した人を受け入れたり、自分のことを傷つけた人でさえ許したりする一面を見たことで、間違いは正さないといけないと考えるようになり、クラスメイトたちのように亜夜子に抗うことをネズにパソコンに遺してあった動画で伝えていた。

#### 四ノ塚小学校元6年2組
同窓会のために母校に集まった元クラスメイトと担任。
相沢すみれ
演 - 北原ゆず
出席番号1番。小学校時代に山口をいじめており、監禁初日の晩にみきおから給仕された夕食のカレーライスに「毒の請け負いリレー」で散乱し、紛失した毒入りカプセル2つのうちの1つを山口から入れられ、吐血しながら毒死し、第4の犠牲者となる。

雨宮鈴子
演 - 大原優乃
出席番号2番。小学生のころ委員長だった橘にいじめに遭っていたことから、「毒の請け負いリレー」で橘の次の3巡目にあたると当時のいじめに対する謝罪を要求し、毒入りカプセルを飲もうとしなかった。橘が謝罪し、彼のいじめが白日の下となったことから、毒入りカプセルを受け入れる。
ネズに好意を抱いており、出しゃばったために小清水が亡くなったことや、みきおを殺害して実験を止めれる機会を逃したことを悔いるネズを心配し、ネズのためなら何でもすると告げるが、ならば殺してくれと言われた挙句、それができないなら俺が殺すとネズに首を絞められ殺されかける。
3年後の現在は監禁事件を生き延び、ふさぎ込む様子を見かねた両親によって、ロケットが打ち上げられる鹿児島の内之浦に家族で引っ越し、環境を変化させたことで、少しずつ立ち直ったことを薫子との取材で語る。また、事件が原因でサイレンの音がトラウマになる。

石井礼夏
演 - 工藤遥
出席番号3番。「監獄ロックでロックンロール実験」でグループ分けされたメンバーがみきおに揺さぶりをかけられ、全員から暴行される。
「花いちもんめ・改」では、天使役で暴走し、一番いらない人として当初は信頼していたのに「監獄ロックでロックンロール実験」で裏切って傷つけられた小紅を選ぶが、小紅は先の実験で石井を殴り続けた功績から参加を免除されていたため、ゲームに参加していない人物は罰することはできないとみきおに止められたことから将矢を指名し、ナイフで傷つける。
みきおに挑発されてもネズが彼を殺そうとしなかったことから、ネズはみきおとグルではないか言い出したため、水野にたしなめられる。
2日目の夜にみきおが未来に殺されているのが発見された後、教室で自分を殴った長谷部に復讐しようとするが逆にレイプされそうになるも、急所を蹴ったことで難を逃れる。その後、逃亡した長谷部を追って廊下へと行き、最後は首を絞めようとした彼の腕を掴んで階段の踊り場に長谷部とともに転落し、濃硫酸ミストのトラップから逃げようとする長谷部の右手と頭を押さえた状態で噴霧された濃硫酸で化学熱傷と呼吸困難によって彼と抱き合ったまま死亡し、11番目の犠牲者となる。

及川龍雄
演 - 草野大成
出席番号4番。毒入りカプセルを飲んだネズに解毒剤を打つ「毒の請け負いリレー」で、次に毒入りカプセルを飲むことをみきおに指名されるが、自分の次に指名される人物が請け負いを拒否し、自身が毒死することを恐れ、飲むことができなかった。しかし、初回がルール説明のための練習とみきおから説明を受けると、本番の1巡目では毒入りカプセルを飲み込み、次に指名された委員長がカプセルを飲み込んだことで解毒剤が打たれた。
「花いちもんめ・改」では、天使役で必要な人間として罪人役の黒田の拘束を解く。
王様ゲームで王様となった長谷部から梶原を殴るように命令されると、その指示に従い彼を殴り、いつも見下していたと、命令と関係なく梶原を殴ったことから桜庭から注意されるが、長谷部に桜庭をどうにかしてくれと願い出て、電流を流させて気絶させる。

小山内彩
演 - 椛島光
出席番号5番。
イマドキ女子で相沢すみれの親友。相沢の提案で制服で同窓会に参加する。周りの意見に流されやすい性格だが、実験が進むにつれ内面が変化し成長していく。
相沢を毒殺した山口を非難するが、山口をいじめていたことで雨宮から断罪されるべきだと開廷された学級裁判で主張され、水野により指折りの刑が下される。そしてみきおに強要された梶原によって小指を折られる刑が執行される。
「花いちもんめ・改」では、天使役で必要な人間として罪人役の中で一番仲の良かった長谷部の拘束を解き、一番いらない人として将矢を選ぶ。しかし、みきおからそれが一番楽という理由でみんなが選んでいたから将矢を選んでおり、自分の意見のない無責任な人間は大嫌いだと言われ、みきおに腕を掴まれ代わりに将矢をナイフで深く切り刻む。
王様ゲームで王様となった長谷部から電流を流され、梶原を傷つけるように命令されると、それに逆らうことができずに梶原を蹴るが、一瞬の隙を突いて長谷部に飛び掛かったことで、早乙女が長谷部のリモコンを取り上げて彼を殴って気絶させることに成功する。
監禁3日目、月岡とともに校舎の屋上で火を焚き、吹き上がる黒煙で外部に異常を知らせ、学校に消防車を出動させる。あとでこのことを知ったネズは彼女の行動に驚いたことを3年後の取材で薫子に語る。
3年後の現在は監禁事件を生き延び、事件前より落ち着いた性格になっており、薫子から仕切り直しの「毒の請け負いリレー」のリレーの順番と、監禁事件以降ちゃんと処置できなかったことが原因で小指が曲がらなくなったことを説明する。
ネズが出所後、ネズ、橘、早乙女、水野、黒田たちと桜庭への墓参りの後に合流し、同窓会を行っている。
- 椛島は衣装合わせの時に監督から「すごくいい役だと思うから頑張って」と声を掛けられ、精一杯演じようと気合を入れたという。

梶原絃
演 - 斎藤流宇
出席番号6番。開廷された学級裁判で山口が些細な理由で相沢を毒殺したことに疑問を呈する。
「花いちもんめ・改」では、天使役で罪人役の水野の拘束を解き、一番いらない人として周りに流されず自分で考えた上で将矢を選び、彼をナイフで傷つける。

桐嶋未来
演 - 大原櫻子
出席番号7番。ネズの恋人だが、周りには秘密にしている。監禁初日の晩に相沢すみれがカレーライスに盛られた毒で毒死すると、「毒の請け負いリレー」で散乱し、みきおを殺害するため、紛失した毒入りカプセル2つのうちの1つを所持していたと明かす。
「花いちもんめ・改」で一番いらない人と決めつけられ自我が崩壊した将矢に校舎の屋上で背後から頭部をコンクリートブロックで殴打され亡くなったと思われたが生き延びており、ネズよりも先に意識を取り戻したのを目撃した雨宮と葉月に周囲にみきおを殺すために自分は死んだことにしてほしいと頼み、王様ゲームが終了したころにみきおが理科室で一人でいたところを襲撃し、彼の首をロープで絞め上げて絞殺する。
みきおの拳銃を持って遺体のふりをしてブルーシートの下に隠れ、雨宮と葉月にはみきおを殺したあとに戻ってくると伝えていたものの、姿を見せなかったため、自分が生きていることを知ったネズが探し回るものの、第9の犠牲者として屋上で息絶えていたのを発見される。

黒田大輝
演 - 西村拓哉（Lil かんさい / 関西ジャニーズJr.）
出席番号8番。「毒の請け負いリレー」で雨宮の次の4巡目に坂本、長谷部の3人が「サービスカード」を引いたことでみきおにくじ引きによって指名され、お互いけん制しあっていたが、雨宮から「ここを出れば好きにしてよい」と色仕掛けで取り引きされ、毒入りカプセルを飲み込む。
みきおからグループに分かれたメンバーの中から権力を掌握できる王様を決めるように指示が出され、ネズは興味がないと辞退し、石井を王様にすることは危険だと王様の選出が膠着状態になったことから、石井から信用できないとクレームを付けられるが、王様になる覚悟を決める。実験が終わりここを出れば、ネズに気がある雨宮に一度ちゃんと話してあげてほしいとネズに願い出る。
みきおから拳銃を渡す相手を決める1時間の間、王様の特権としてバンドを巻いたメンバーに強烈な電流が流れるリモコンを渡されると、石井からリモコンを渡すように言われたものの、それを断り必死に守っていたことから、ネズからこの2日間でみきおに負けずに強くなったと声を掛けられる。
3年後の現在は監禁事件を生き延び、薫子に事件後はみんなと一回も会ってないと語っていたが、ネズが出所後、ネズ、小山内、橘、早乙女、水野たちと桜庭への墓参りの後に合流し、同窓会を行っている。

小清水唯
演 - 阿部凜
出席番号9番。「毒の請け負いリレー」で、黒田の次の5巡目にみきおにくじ引きで指名されると、黒田が雨宮との取り引きで毒入りカプセルを飲み込んだことを分かっていると非難し、「立場を振りかざすような卑怯な真似はしたくない」と雨宮も非難して毒入りカプセルを飲み込む。
自身の次の6巡目でみきおが「親友カード」を引き当て、自分の親友であるという人が、カプセルを飲むことを要求されると、雨宮が立候補するも、一度参加していたため、みきおに断られてしまい、立候補者が現れないことからネズが名乗り出るが、みきおが出した自分の生年月日を当てるという親友クイズに回答することができなかったため、解毒剤の投与が制限時間の10分以内に間に合わず、吐血して毒死し、第3の犠牲者となる。

早乙女菊也
演 - 菅生新樹
出席番号10番。小学生時代は華奢な体つきで、女子に間違われることもあったが、現在ではトレーニングでたくましく成長している。
「花いちもんめ・改」では、天使役で必要な人間として罪人役の未來の拘束を解き、みきおに脅され、一番いらない人として暴走してみんなを混乱させたという理由からネズの名を挙げ、ナイフでネズの腕を傷つける。
未来の遺体が屋上で発見される前、葉月と廊下に出てみきおが来ないか見張っており、屋上へ行く階段が見えていたが、屋上には誰も行っていないと証言するが、未来をトイレに探しに行った水野と会っていないという矛盾をネズに指摘されると、未来を殺したことを認める。ネズになぜ未来を殺したのか拳銃を突き付けられ尋問されるも答えなかったが、それは坂本と未来を殺害した真犯人の葉月を庇うためであった。
みきおの暴走を止めるよう、みきおと裏で組んでいた坂本に校舎の屋上で頼んだ葉月が首を締めあげられて襲われ、抵抗した葉月がバレッタで坂本の左目を突き刺して殺してしまったことから、彼女の殺害の証拠を隠すため、コンクリートブロックで坂本の頭蓋骨を潰し、屋上から校舎内の廊下に遺体を動かしていた。
監禁事件が解決すると、証拠隠滅および死体損壊などの罪で少年Dとして逮捕される。
ネズが出所後、ネズ、小山内、橘、水野、黒田たちと桜庭への墓参りの後に合流し、同窓会を行っている。

坂本大聖
演 - 倉本琉平
出席番号11番。「毒の請け負いリレー」で雨宮の次の4巡目に黒田、長谷部の3人でみきおが「サービスカード」を引いたことで話し合いによって指名され、お互いけん制して毒入りカプセルを飲もうとしなかった。
2日目の朝、みきおの実験と関係のないところで何者かに顔半分を潰されて殺害された遺体となって発見され、第6の犠牲者となる。
後に小学校時代、谷口にいじめられていたことから、みきおに協力して、彼の遺体をバラバラにしていたことが判明、そのことに気づいた葉月にみきおの暴走を止めるよう校舎の屋上で頼まれるが、口封じに葉月の首を締めあげて殺そうとする。しかし抵抗した葉月にバレッタで左目を突き刺されて殺されてしまい、そのことを知った早乙女が葉月による殺害を隠すため、頭蓋骨をコンクリートブロックで潰され、屋上から校舎内の廊下に遺体を動かされていた。

杉田将矢 / しょーやん
演 - 新原泰佑
出席番号13番。登録者数21万人の人気YouTuber「SHOW-YA」。同窓会を撮影するために持参したカメラで、みきおの監禁の様子を撮影する。
撮影していたビデオカメラに山口が相沢のカレーライスに毒を入れていた様子が映っていたことから、それをネタに彼女を脅し性行為を強要するが、ビデオカメラを山口に破壊され、SDカードも飲み込まれてしまった。
「花いちもんめ・改」で天使役の誰からも選んでもらえず、一番いらない人と決めつけられたことで自我が崩壊し、校舎の屋上に逃げ出し、心配して探しに来たクラスメイトたちをコンクリートブロックで殴り殺害しようとしたため、早乙女と水野に取り押さえられる。しかしその隙をつき、未来とネズの頭部を背後からコンクリートブロックで殴打し、未来を殺害する。その後、教室に引き返しコンクリートブロックや刃物でみきおを襲おうとしたことから、彼が持つ拳銃で胸を撃たれたうえ、奪われたコンクリートブロックで頭部を殴打され、刃物でとどめを刺されかけられるが、すでに事切れており、第7の犠牲者となる。
のちに、委員長が誰かに人一倍誰かに認められたかった彼をみんなで追い詰めてしまったと3年後の薫子との取材で語る。

橘公平 / 委員長
演 - ゆうたろう
出席番号14番。「毒の請け負いリレー」で及川の次の2巡目にくじ引きで指名され、すぐさま毒入りカプセルを飲み込むが、3巡目の雨宮から小学生時代に陰でいじめていたことの謝罪を求められ、全員が見守るなか、土下座して謝罪する。
「花いちもんめ・改」でみきおに試されたのは罪人側でなく、天使側の人間であったと薫子の取材で語り、梶原は水野を、自身は桜庭を罪人側から救い、みきおが小山内に指摘した「自分で考えて」という言葉を念頭に、一番いらない人として自分の言葉で将矢を指名し、ナイフで傷つける。
3年後の現在は監禁事件を生き延び、薫子からの取材に対し、人が人を殺さないことを責め立てる異常な状況であったと、事件当時の様子を語ろうとするが、当時の恐怖から手が離せなくなる状態になっていた。
ネズが出所後、ネズ、小山内、早乙女、水野、黒田たちと桜庭への墓参りの後に合流し、同窓会を行っている。

谷口純太
演 - 松原冬真
出席番号15番。監禁事件の最初の犠牲者。事件発生直後にみきおが隠れていたロッカーからバラバラ遺体で発見され、みきおは「僕が殺した」と告げる。
みきおによると、同窓会への出席を拒否し、会を妨害しようとしたために殺されおり、後に小学校時代、彼にいじめられていた坂本もみきおの殺害に加わっていたことが判明する。

中座貴司 / タカポン
演 - ニシダ・コウキ（ラランド）
出席番号16番。谷口のバラバラ遺体を見て校舎から逃げ出そうとするが、みきおが階段の踊り場に仕掛けたトラップで濃硫酸ミストを噴霧され、化学熱傷と呼吸困難で死亡し、第2の犠牲者となる。

月岡小紅
演 - 吉田伶香
出席番号17番。監禁時にリーダー（看守役）となったスタンフォード監獄実験を模した新たな実験「監獄ロックでロックンロール実験」で、各グループ内でリーダーと副リーダーが看守、残りのメンバーが囚人となって、囚人に看守が加えたダメージをポイントとして計算し、一番ポイントの低いグループの看守2人が死ぬが、全グループが何もせずに0点で終われば、翌日の実験を中止して全員が解放されるとのみきおの言葉に惑わされ、しょーやんが窓の外に投げ棄てた谷口の遺体の一部が落ちる音に混乱したチームメイトたちが石井に暴力を振るうのを止めることができず、自身もしょーやんに促され、石井を殴り続けてしまい、何もせずに全員が0点ならばすべての実験を終了できていた機会を失う。
監禁3日目、小山内とともに校舎の屋上で火を焚き、吹き上がる黒煙で外部に異常を知らせ、学校に消防車を出動させる。
監禁事件を生き延び、3年後、薫子からの取材に応じ、「監獄ロックでロックンロール実験」を今でも夢に見てうなされると語る。

長谷部弘二
演 - 佐久本宝
出席番号18番。「毒の請け負いリレー」で雨宮の次の4巡目に黒田、坂本の3人でみきおにくじ引きの「サービスカード」で指名され、お互いけん制して毒入りカプセルを飲もうとしなかった。
みきおからグループに分かれたメンバーの中から権力を掌握できる王様を決めるように指示が出され、他のメンバーから桜庭を王様に推す声があがったが、彼女は今まで傍観していただけだと不満を口にし、自分が王様になると言い出す。
みきおから拳銃を渡す相手を決める1時間の間、王様の特権としてバンドを巻いたメンバーに強烈な電流が流れるリモコンを渡されると、それを使用して小山内に電流を流して他のメンバーを脅し言うことを無理やり聞かせ、梶原が反発したことから、及川に梶原を殴るように命令する。葉月から王様ゲームのメンバーを傷つけていることを抗議されると、こうなったのは自分をフったお前のせいだと言い出し、早乙女がリモコンを取り上げようとすると、桜庭に電流を流してお前のせいで痛い思いをすると威嚇する。その様子を見ていた小山内が一瞬の隙を突いて飛び掛かり、早乙女にリモコンを取り上げられたあとに殴られたことで気絶する。
2日目の夜にみきおが未来に殺害されているのが発見された後、教室で石井をレイプしようとするが急所を蹴られ、月岡が大声で助けを呼んだことで、廊下に逃げ出すが、最後は濃硫酸ミストのトラップが仕掛けられた階段の踊り場に石井とともに転落し、逃げようとするが石井に右手と頭を押さえられ、噴霧された濃硫酸で化学熱傷と呼吸困難によって彼女と抱き合ったまま死亡し、10人目の犠牲者となる。

葉月依莉奈
演 - 紺野彩夏
出席番号19番。小清水の毒死により仕切り直しの「毒の請け負いリレー」の1巡目にみきおからくじ引きで指名されると、毒入りカプセルを飲み込むことを拒もうとする。しかし未来にこの実験が「抜き打ちテストのパラドックス」と見抜かれ、過去のわだかまりなど何も考えず、ただカプセルを飲み込めばいいだけと指摘され、みきおに屈する理由はなにもないとカプセルを飲み込み、続いて早乙女、桜庭、月岡、山口、水野、小山内と続き、7人が「毒の請け負いリレー」を終了させる。
「花いちもんめ・改」では、天使役として、今の状況にはあなたのような人が必要だと罪人役のネズの拘束を解き、一番いらない人として自分のことしか考えていないと将矢をナイフで傷つける。
みきおからグループに分かれたメンバーの中から権力を掌握できる王様を決めるように指示が出され、他のメンバーから推薦の声が上がったことから王様役を引き受ける。
みきおから拳銃を渡す相手を決める1時間の間、王様の特権としてバンドを巻いたメンバーに強烈な電流が流れるリモコンを渡されるが、それを使用することなく、王様権限と称して6年生の時に好きだった相手を言うようメンバーと思い出を語り合おうと提案する。
監禁事件初日の夜、目が覚めてトイレに行った際、みきおと坂本が裏で組んでいたことを知り、みきおの暴走を止めてほしいと校舎の屋上で坂本に頼むが突然首を締めあげられ。そのため抵抗してバレッタで坂本の左目を突き刺すと亡くなったため、そのことに気づいた早乙女が証拠隠滅にコンクリートブロックで坂本の頭蓋骨を潰し、屋上から校舎内の廊下に動かしていた。
みきおが姿を消したため、未来がみきおを殺害したのだろうと早乙女と話した後、坂本に襲われた際に落とした右耳のイヤリングを回収するために屋上に行くと、そこにはイヤリングを先に見つけた未来がいて、一緒に罪をみんなに告白しようと提案されたことで、彼女を突き飛ばし、そのはずみで未来が落とした銃を蹴り飛ばすと、そのまま激しく蹴り続けて殺害していた。
ネズの拳銃を奪った亜夜子に腹部を銃撃され、自分を銃殺するようにネズに強要させようとする桜庭にその腹部を踏みつけられるが、ネズが桜庭を狙撃したことで救出される。
SITが校舎に突入したことで救急隊に搬送されるが、同級生2名を殺害の罪で少女Cとして逮捕される。
ネズが出所後、ネズ、小山内、橘、早乙女、水野、黒田たちが桜庭への墓参りの後に合流した際、早乙女からなんとかやっていると近況が報告される。

水野カイト
演 - 矢花黎（7 MEN 侍 / ジャニーズJr.）
出席番号20番。監禁初日の晩、将矢がみきおの狂気の実験を隠し撮りしようしていたため、ばれたら殺されると止めにかかり、ケンカに発展する。
学級裁判を開廷し、相沢を毒殺した山口を裁く正義のヒーローを気取っていたが、山口が自ら毒死したことがトラウマとなり、それ以降食べ物を食べても味をほとんど感じなくなる。
3年後の現在は監禁事件を生き延び、大学の教育学科に進学する。薫子からの取材には「食事に味がしない」という事件後の後遺症や、「俺は司法では裁かれなかったけど、悪ですよね」と語る。
ネズが出所後、ネズ、小山内、早乙女、黒田たちと桜庭への墓参りの後に合流し、同窓会を行っている。

山口茉莉花
演 - 中村里帆
出席番号21番。監禁初日の晩御飯の際、「毒の請け負いリレー」で小清水が亡くなったのは、ヒーローぶったネズのせいだと彼を非難する。
その裏で、自身は相沢のカレーライスに毒を入れて彼女を殺害しており、その一部始終を将矢のビデオカメラで撮影されており、それをネタに脅され彼から性行為を強要される。しかし女子トイレを盗撮されていたと騒ぎ出し、ビデオカメラを破壊、SDカードを飲み込んで「証拠はどこ？」と告げる。
開廷された学級裁判で彩とすみれにいじめられていたのに同窓会で再会した際に謝ってもらえるのではと期待していたものの、自分たちのしたことすら忘れていたことが「気持ち悪い」と憤り、すみれを毒殺したと明かす。多数決により服毒による死刑の量刑が下されネズが執行を阻止しようとするが、「あんたらみたいなクズに殺させねえよ」と、自ら毒入りカプセルを飲み込み、廊下でひとり毒死して第5の犠牲者となる。被疑者死亡であるが同級生を毒殺した疑いで少女Bとして逮捕される。

桜庭橋子
演 - 我妻三輪子
元クラス担任の教師。担任であったが、「監獄ロックでロックンロール実験」でネズ、未来、雨宮とのグループを組まされると、ネズをリーダー（看守役）に推す。
「監獄ロックでロックンロール実験」の実施を翌日にしてほしいとみきおに頼むが、口答えするなら葉月を銃殺すると脅され、「無能な教師でごめんなさい」と謝罪することを強要される。
未来を殺害した犯人である葉月を銃殺しようとするネズを止めるよう生徒たちから呼びかけられるが、狼狽して動くことができなかった。
葉月が亜夜子に狙撃され、クラスが混乱する様子を見て「もう終わりだ」とつぶやき、教室に残された拳銃を手にして教え子たちを教室に集め、昔からなれなれしく友達みたいに接してきて、不幸になったのは自分にとって最低の6年2組を死ぬほどずっと恨んでいたと告白し、監禁事件の映像が世間に流出したらおしまいとの理由で、一番嫌いだったネズに罪を背負わすため、葉月の腹部を踏みつけ、5秒以内に自分を銃殺しないと葉月を殺すと言ったことから、みきおの幻影に寄り添われたネズによって胸部を撃たれ、13番目の犠牲者として射殺される。

#### その他
夢崎亜夜子（ゆめさき あやこ）
演 - 雛形あきこ
みきおの母。非常に優秀な心理学者。
リモートカメラを通して同窓会を見守っており、みきおが未来により絞殺されると、実験を完遂できなかったみきおがかわいそうだと言い、息子に代わって実験を引き継ぐと橘と月岡にパソコンを介して告げる。
ブルーシートの下に隠された未来の遺体からみきおの拳銃を奪い去り、6年2組の教室でネズが錯乱した状態の中で葉月を射殺しようとしたところに現れるも、みきおから「絶対に母さんがやってくる」とアドバイスを受けていたネズによって腹部を撃たれる。
ネズに今回の監禁事件の元凶である自分を殺して復讐を果たすように詰め寄るが、ネズが怯んだ隙に刃物でネズの脛を切りつけ彼の拳銃を奪い、葉月を狙撃して教室から逃亡する。
ネズに追跡されて階段に逃げるが、最後は階段の踊り場に仕掛けられたトラップをスマホから解除しようとするも停止できず「さすが我が子」とみきおを称賛し、トラップに自ら身を投じ、「よくできました」と言い残し濃硫酸ミストの噴霧による化学熱傷と呼吸困難で12番目の犠牲者として死亡する。

星野薫子
演 - 森カンナ
ジャーナリスト。監禁事件から3年後、生存した元6年2組の生徒たちに事件の取材を行う。
親友であった桜庭の墓前に監禁事件の当事者たちへの取材で書き上げた書籍『真実 6年2組四ノ塚小学校立てこもり事件』を供える。

アナウンサー
声 - 大堀結衣（第8話）
監禁事件発生から3年が経過したニュースを読み上げる。

### スタッフ
- 原作 - 内海八重『なれの果ての僕ら』（講談社『週刊少年マガジンKC』刊）[20]
- 脚本 - モラル、鈴木藍、城定秀夫、倉地雄大（テレビ東京）[20]
- 音楽 - ゲイリー芦屋[21]
- 主題歌 - HiHi Jets / ジャニーズJr.「ロベリア」[22]
- 監督 - 城定秀夫、柴田啓佑、的場政行[20]
- プロデューサー - 倉地雄大（テレビ東京）、清家優輝（ファイン）[20]
- 制作 - テレビ東京、ファインエンターテイメント[20]
- 製作著作 - 「なれの果ての僕ら」製作委員会[20]

### 放送日程
| 各話   | 放送日  | サブタイトル           | 脚本              | 監督     |
| ------ | ------- | ---------------------- | ----------------- | -------- |
| 第1話  | 6月28日 | 善悪の本質             | 倉地雄大 城定秀夫 | 城定秀夫 |
| 第2話  | 7月05日 | 悪意か弱さか           | モラル 城定秀夫   | 城定秀夫 |
| 第3話  | 7月12日 | 恐怖の学級裁判         | 鈴木藍 城定秀夫   | 城定秀夫 |
| 第4話  | 7月19日 | 揺さぶられる信頼関係   | 鈴木藍 倉地雄大   | 柴田啓佑 |
| 第5話  | 7月26日 | 人の価値、命の選別     | モラル 倉地雄大   | 柴田啓佑 |
| 第6話  | 8月02日 | 憎悪が引き起こした凶行 | モラル 倉地雄大   | 柴田啓佑 |
| 第7話  | 8月09日 | 権力が蝕む"善"の心     | モラル 倉地雄大   | 柴田啓佑 |
| 第8話  | 8月16日 | 脆く崩れ去った“心”     | 鈴木藍 倉地雄大   | 的場政行 |
| 第9話  | 8月23日 | 新たな復讐と裏切り     | モラル 倉地雄大   | 的場政行 |
| 第10話 | 8月30日 | 姿見せない殺人犯       | 鈴木藍 倉地雄大   | 的場政行 |
| 第11話 | 9月06日 | 暴かれる全ての罪       | モラル 倉地雄大   | 柴田啓佑 |
| 最終話 | 9月13日 | 未来へ繋ぐ哀しき銃弾   | 倉地雄大          | 柴田啓佑 |

### 放送局
| 放送期間                | 放送時間         | 放送局         | 対象地域       | 備考                     |
| ----------------------- | ---------------- | -------------- | -------------- | ------------------------ |
| 2023年6月28日 - 9月13日 | 水曜 0:30 - 1:00 | テレビ東京     | 関東広域圏     | 製作局                   |
|                         |                  | テレビ北海道   | 北海道         |                          |
|                         |                  | テレビ愛知     | 愛知県         |                          |
|                         |                  | テレビせとうち | 岡山県・香川県 |                          |
|                         |                  | TVQ九州放送    | 福岡県         |                          |
| 2023年7月4日 - 9月18日  | 火曜 0:30 - 0:59 | BSテレ東       | 全国           |                          |
|                         |                  | BSテレ東4K     | 全国           | 4Kアップコンバートで放送 |
| 2023年8月4日 - 10月20日 | 金曜 0:35 - 1:05 | テレビ和歌山   | 和歌山県       |                          |

### ネット配信
| 配信開始月 | 配信サイト     | 配信料金     | 備考           |
| ---------- | -------------- | ------------ | -------------- |
| 2023年6月  | ネットもテレ東 | 広告付き無料 | 見逃し配信     |
| 2023年6月  | TVer           | 広告付き無料 | 見逃し配信     |
| 2023年6月  | U-NEXT         | 定額制有料   | 独占見放題配信 |

### スピンオフドラマ
『なれの果ての僕ら アナザーストーリー』のタイトルで、動画配信サービス「TVer」にて、7月12日（11日深夜）の第3話放送終了後から配信された。
本編で描かれなかった、事件の裏側を描いたストーリー。

#### キャスト（スピンオフドラマ）
- 夢崎みきお - 犬飼貴丈
- 夢崎亜夜子 - 雛形あきこ

#### 配信日程（スピンオフドラマ）
| 各話   | 配信日  | サブタイトル         |
| ------ | ------- | -------------------- |
| 第1話  | 7月12日 | 秘めたる想い         |
| 第2話  | 7月19日 | 過去の涙と謝罪       |
| 第3話  | 7月26日 | たった一人の親友     |
| 第4話  | 8月02日 | 同窓会               |
| 第5話  | 8月09日 | 後悔と懺悔           |
| 第6話  | 8月16日 | 見たくない最悪の未来 |
| 第7話  | 8月23日 | 初めての告白         |
| 第8話  | 8月30日 | 消えない灯火         |
| 第9話  | 9月06日 | 守りたかったもの     |
| 最終話 | 9月13日 | 最後の言葉           |

| テレビ東京 ドラマチューズ!               | テレビ東京 ドラマチューズ!                   | テレビ東京 ドラマチューズ!             |
| 前番組                                   | 番組名                                       | 次番組                                 |
| ---------------------------------------- | -------------------------------------------- | -------------------------------------- |
| 何かおかしい2 （2023年4月5日 - 6月21日） | なれの果ての僕ら （2023年6月28日 - 9月13日） | 日常の絶景 （2023年9月20日 - 10月4日） |